# Дрозд Василь Григорович
Васи́ль Григо́рович Дро́зд (літературний псевдонім Дроваг; 15 квітня 1940, с. Нагоряни Заліщицького району Тернопільської області) — 25 січня 2014, м. Заліщики Тернопільської області) — український поет, письменник, історик, краєзнавець, громадський діяч. Член НСЖУ (Національна спілка журналістів України) (2001) та член НСКУ (Національна спілка краєзнавців України) (2013) .

## Життєпис
Василь Дрозд закінчив початкову школу в рідному селі, семирічку — в Ниркові, Чортківське педагогічне училище (1958), Заліщицький сільськогосподарський технікум, історичний факультет Чернівецького національного університету імені Юрія Федьковича (1970).
У Сибіру та Білорусі проходив військову службу (1959–1962), вчителював у школах сіл Зозулинці, Мишків, Нирків (Заліщицький район). Від 1965 року — на громадській, господарській роботах, в органах місцевого самоврядування, на державній службі (1998–2005). Працював міським головою Заліщиків (1985-1993), а згодом — першим заступником голови Заліщицької райдержадміністрації.

## Творча діяльність
Творчі роботи опубліковані у газетах та журналах Тернопілля, поетичних збірниках, зокрема вірші та рецензії представлені у літературно-мистецькому та громадсько-політичному журналі «Літературний Тернопіль», всеукраїнських виданнях.
Вірші Василя Дрозда опубліковані також в антології поезії та графіки 85 тернопільських авторів «Отче наш, Тарасе всемогущий…» (Шевченкіана Тернопілля) з нагоди 200-ліття від дня народження Великого Кобзаря (2014) та інших.
Понад 40 віршів покладено на музику композиторами І. Федірком, Я. Злонкевичем, В. Червінським, які звучать на багатьох сценах, по радіо, з екранів телебачення.

### Доробок
- Збірки віршів

- - «Дивокрай» (2007)
  - «Чарівне світло» (2009)
  - «Жменька родинного тепла» (2011)
  - «Райдуга моїх почуттів» (2013)

- пісенник «Гордімося, друзі, що ми — українці» (2012);

- історико-краєзнавчий нарис «Село Нагоряни на тлі історії України» (2008), у якому нерозривно поєднані події та долі окремого галицького села з історією краю, древнього Червоногорода, показано, як побут, звичаї, духовно-виробнича практика нагорянців інтегруються із сусідніми поселеннями Західного Поділля. Дослідження правдиво оцінює складні процеси українського державотворення, національно-визвольних змагань;

- книжка «Зерна доль у колосі життя» (2010) — прозаїчні твори малих жанрів, тематика яких — нелегке дитинство автора і покоління його ровесників-дітей війни, порушені проблеми людської моралі;

- літературне історико-документальне дослідження «Він смерті дивився у вічі»(2010) відкриває невідомі сторінки пасторської та патріотичної діяльності священика Юліана Свістеля, який понад три десятиліття свого життя прослужив на Заліщанщині, а потім на Львівщині та Івано-Франківщині;

- краєзнавча книжка «Родина душпастирів Ковчів на Заліщанщині» (2012) — одне з перших досліджень, присвячене біографії особливого українського роду Ковчів. Вихідці з Львівщини та Івано-Франківщини, вони понад півстоліття несли Боже Слово, національний дух і культуру на Заліщанщині в історично складні часи, залишивши по собі добру пам'ять серед поколінь наших краян і в світовій духовній подвижницькій спадщині;

- історико-документальне дослідження «З клятвою Гіппократа та Україною в серці» (2013), присвячене діяльності лікаря-хірурга, громадського діяча та українського патріота Мар'яна Долинського, який майже 30 років свого життя і праці віддав лікуванню людей та громадській роботі у Заліщиках. За національно-патріотичну діяльність разом із сином 1940 року Мар'ян Долинський був знищений у більшовицькій тюрмі.

## Відзнаки
- грамоти і подяки обласних та районних органів державної влади і місцевого самоврядування,
- ювілейна медаль «20 років не залежності України» (2011)[1],
- Почесна грамота Секретаріату Національної спілки журналістів України як ветерану НСЖУ за 50-річну співпрацю із засобами масової інформації та з нагоди виходу у світ 10-ї авторської книжки (2013).